# Зедлак, Адольф
Адольф Зедлак (нем. Adolf Sedlak; 7 августа 1901, Вена — 31 августа 1979, Вена) — австрийский музыкальный педагог и композитор.

## Биография
Сын чешского сапожника. Окончил Новую Венскую консерваторию, вольнослушателем посещал курсы Венского университета по музыковедению, учился у Эгона Веллеса, Германа Греденера, Вильгельма Фишера.
Руководил в Вене оркестровыми и хоровыми коллективами; в 1934 г. дирижировал в Вене праздничным концертом к 700-летию церковного ордена сервитов. Преподавал в Консерватории Хорака, с 1943 г. заместитель директора, с 1945 г. также заведовал кафедрой музыкальной теории, с 1957 г. профессор. С 1959 г. и до конца жизни директор консерватории. В 1961 г. под руководством Зедлака консерватория получила государственную сертификацию.
Автор фортепианных пьес, в том числе в четыре руки, преимущественно дидактического назначения. Под редакцией Зедлака вышел учебник «Теория модуляций» (нем. Modulationslehre; 1951).
В 1975 г. награждён Золотым почётным знаком от администрации Вены.
Жена, Иоганна Зедлак (урождённая Блехшмидт), преподавала в Консерватории Хорака фортепиано и вокал.